# Axel Törner (militär)
Axel Ludvig Törner, född 2 december 1866 i Göteborg, död 4 januari 1948, var en svensk militär.
Törner som var son till artillerifyrverkare A.R. Törner och Josefina Törner, blev underlöjtnant vid Svea artilleriregemente 1888, transporterades till Vaxholms artillerikår samma år, blev löjtnant 1892, genomgick Artilleri- och ingenjörhögskolan 1890–1892, större kursen 1893, blev kapten av andra klassen 1895, kapten av första klassen vid Kustartilleriet 1901, major 1906, överstelöjtnant 1913, var chef för Kustartilleriets skjutskola 1912–1917, tillförordnad chef för Kustartilleriet 1915–1918 och erhöll avsked 1921.
Törner var sakkunnig angående stärkande av rikets fasta försvar åt sjösidan 1906, angående underofficers befordran till officer 1910, ordförande i skjutkommittén för provning av automatiska gevärskulsprutor m.m. 1900–1901 samt ordförande och sakkunnig för omarbetning av Kustartilleriets skolreglemente 1919–1921. Han var kommunal- och landstingsman, vice ordförande i Vaxholms stadsfullmäktige och ordförande i Skandinaviska Kredit AB:s Vaxholmskontor samt verkställande direktör i AB Schäffer & Budenberg. Han skrev krigsvetenskapliga tidskriftsuppsatser och invaldes som ledamot av Kungliga Krigsvetenskapsakademien 1909.